# فرودگاه شهری راجرز
فرودگاه شهری راجرز (به انگلیسی: Rogers Municipal Airport) (به زبان بومی: Carter Field) یک فرودگاه همگانی بهره‌برداری هوایی با کد یاتا ROG است که یک باند فرود آسفالت دارد و طول باند آن ۱۸۳۲ متر است. این فرودگاه در کشور ایالات متحده آمریکا قرار دارد و در ارتفاع ۴۱۴ متری از سطح دریا واقع شده است.